# Vaiana
Vaiana (deutsche Tagline: Das Paradies hat einen Haken, Originaltitel: Moana) ist ein US-amerikanischer Computeranimationsfilm von Ron Clements und John Musker, der am 23. November 2016 in die nordamerikanischen und am 22. Dezember 2016 in die deutschen Kinos kam. Der Film ist die 56. Produktion der Walt Disney Animation Studios.
Im Rahmen der Oscarverleihung 2017 wurde der Film in den Kategorien bester Animationsfilm und bester Filmsong nominiert.

## Handlung

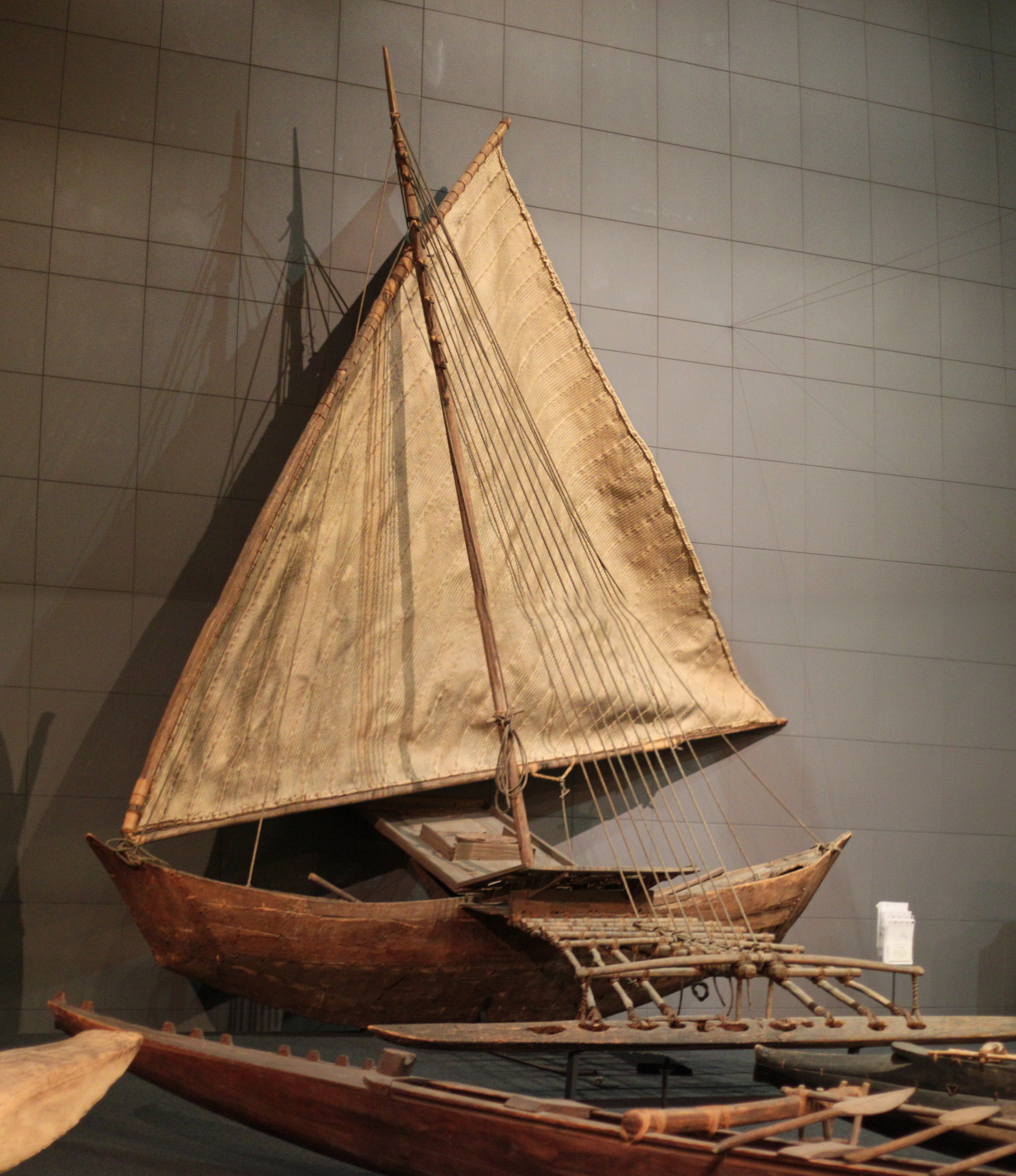
Vaiana begibt sich mit einem Ausleger-Segelboot auf ihre Reise

Vaiana lebt mit ihrem Stamm auf der Insel Motonui in Polynesien. Sie ist die Tochter und designierte Nachfolgerin des Stammeshäuptlings. Das gesamte Stammesleben spielt sich ausschließlich auf der Insel und dem küstennahen Wasser ab. Niemand wagt sich über das nahe Riff, welches die Insel umschließt, hinaus. Eines Tages zeigt ihre Großmutter Vaiana jedoch eine versteckte Höhle, in der einige große, seetüchtige Segelboote geheim gehalten werden. Wie ihr die Zeichnungen auf den Segeln verraten, die von längst vergangenen Zeiten berichten, waren ihre Ahnen früher Seeleute. Vaiana malt sich aus, wie es gewesen sein muss, als sie gemeinsam singend über das Meer fuhren und sich dabei nachts an den Sternen orientierten. Daher will auch sie auf das offene Meer segeln, um dort Nahrung zu finden, doch ihr Vater verbietet dies: Jenseits des Riffs lägen nur Unheil und Tod für den Stamm. Doch seit ihrer Kindheit fühlt Vaiana eine ganz besondere Verbindung zum Ozean, der wie ein Freund zu ihr ist, und sie beschließt, dem Verbot zu trotzen. Bei ihrem ersten Versuch begleitet sie ihr Schwein Pua, doch sie kentern und werden zurück ans Ufer gespült.
Von ihrer Großmutter erfährt Vaiana später, dass ihre wie auch viele andere Inseln durch Finsternis bedroht ist, da einst der Halbgott Maui der Göttin Te Fiti ihr „Herz“, ein magisches Pounamu, gestohlen und diese sich aus Zorn in das Lavamonster Te Ka verwandelt hat. Seitdem verderben die Anpflanzungen und die Küste scheint leergefischt, es droht eine Hungersnot. Daher will Vaiana Maui aufspüren und, nachdem sie ihn gefunden hat, dazu bewegen, mit ihr zusammen das Herz zurückzubringen. Nach einem zweiten Anlauf, in See zu stechen, findet sie sich gemeinsam mit Huhn Hei Hei inmitten des Pazifiks wieder. Als sie Maui findet, sieht dieser seine Chance gekommen, mit Vaianas Boot der einsamen Steininsel, auf die er verbannt wurde, zu entfliehen. Von Vaianas Plan will er allerdings nichts wissen und macht sich darüber lustig. Zudem fehlt ihm dafür sein magischer Haken, mit dem er sich in verschiedene Tiere verwandeln kann. Erst nachdem Maui versucht, die ihn immer wieder bedrängende Vaiana loszuwerden, der Ozean sie aber jedes Mal wieder auf das Boot zurückbringt, sieht er ein, dass sie offenbar für diese Aufgabe auserwählt wurde und er ihr helfen muss.
Vaiana und Maui segeln auf einer ereignisreichen Reise gemeinsam über den offenen Ozean, kämpfen gegen die Wellen und den riesigen, bösen Palmendieb Tamatoa, der Mauis Haken gestohlen hat. Als sie die Insel von Te Fiti erreichen, müssen sie zunächst das Vulkanmonster Te Ka bekämpfen. Vaiana erkennt in diesem jedoch Te Fiti, die sich zurückverwandelt, nachdem Vaiana ihr das Herz einsetzt. Im Kampf zerbricht der magische Haken von Maui und er erhält einen neuen Haken von Te Fiti. Als Vaiana auf ihre Insel zurückkehrt, wird sie von ihren Eltern freudig empfangen. Auf den inzwischen aus der Höhle geholten, großen Booten fahren sie mit den Dorfbewohnern gemeinsam aufs Meer.
In einer Post-Credit-Szene liegt Tamatoa noch immer auf dem Rücken und beklagt sich, man würde ihm sicher helfen, wenn er „Sebastian“ hieße.

## Produktion

### Stab und Vorproduktion

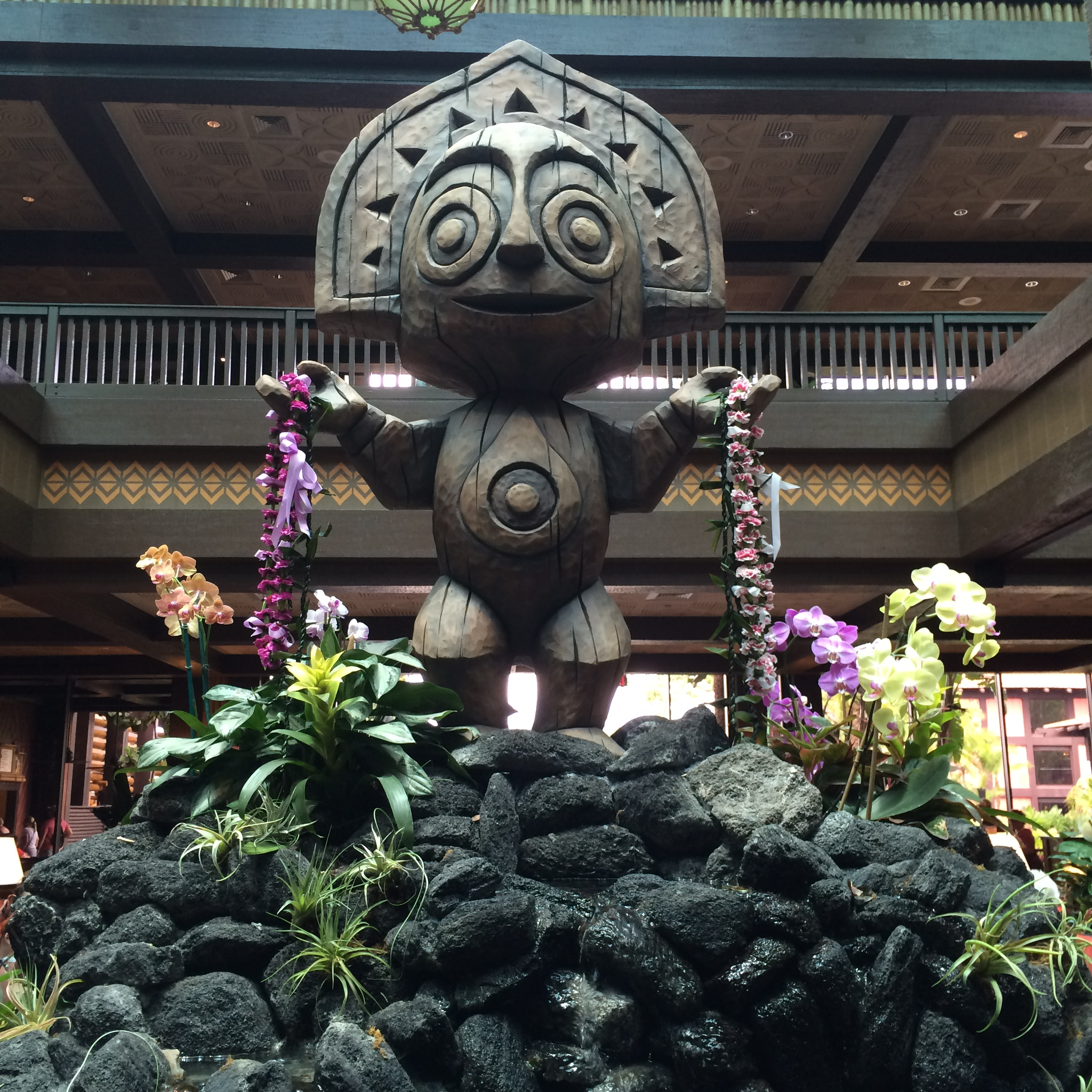
Eine von Maui inspirierte Figur im polynesischen Dorf des Walt Disney World Resorts in Orlando

Regie führten Ron Clements und John Musker. Die Grundlage für den Film bildet ein Drehbuch, das neben den beiden Regisseuren von Jared Bush, Pamela Ribon und Taika Waititi geschrieben wurde.
Die Macher des Films wurden bei ihrer Geschichte von der polynesischen Kultur und der dort beheimateten Mythologie rund um den Halbgott Māui inspiriert und wollten hierbei einen kulturell möglichst authentischen Film schaffen, der die Geschichte und Religion Polynesiens aufgreift. In der Mythologie der Māori Neuseelands ist Māui, auch genannt Māui-tikitiki, ein Halbgott, der für seine spektakulären Heldentaten und seine Raffinesse berühmt ist und hierfür bewundert wird. Weil er den Menschen das Feuer schenkte, weist er Ähnlichkeit mit Prometheus auf. Auch in anderen Mythologien Polynesiens kommt Māui vor, so auch in der hawaiischen, und nach ihm ist dort auch die Hawaii-Insel Maui benannt. Clements, der während der Vorbereitungen eine Menge von Geschichten über den Māui-Mythos gelesen hatte, sagte, es gebe überall im südpazifischen Raum eine große Zahl von großartigen und abwechslungsreichen Geschichten über Māui, die sich teilweise zwar unterscheiden, häufig sogar von Insel zu Insel, in ihrem Kern aber alle die gleichen Elemente aufweisen. Māui wurde so zur anfänglichen Hauptfigur der Geschichte, die im Film erzählt werden sollte. Erst später, nachdem sie ihre Recherche im Südpazifik abgeschlossen hatten, so Clements, sei mit Vaianas Geschichte die eigentliche Heldin hinzugefügt worden.

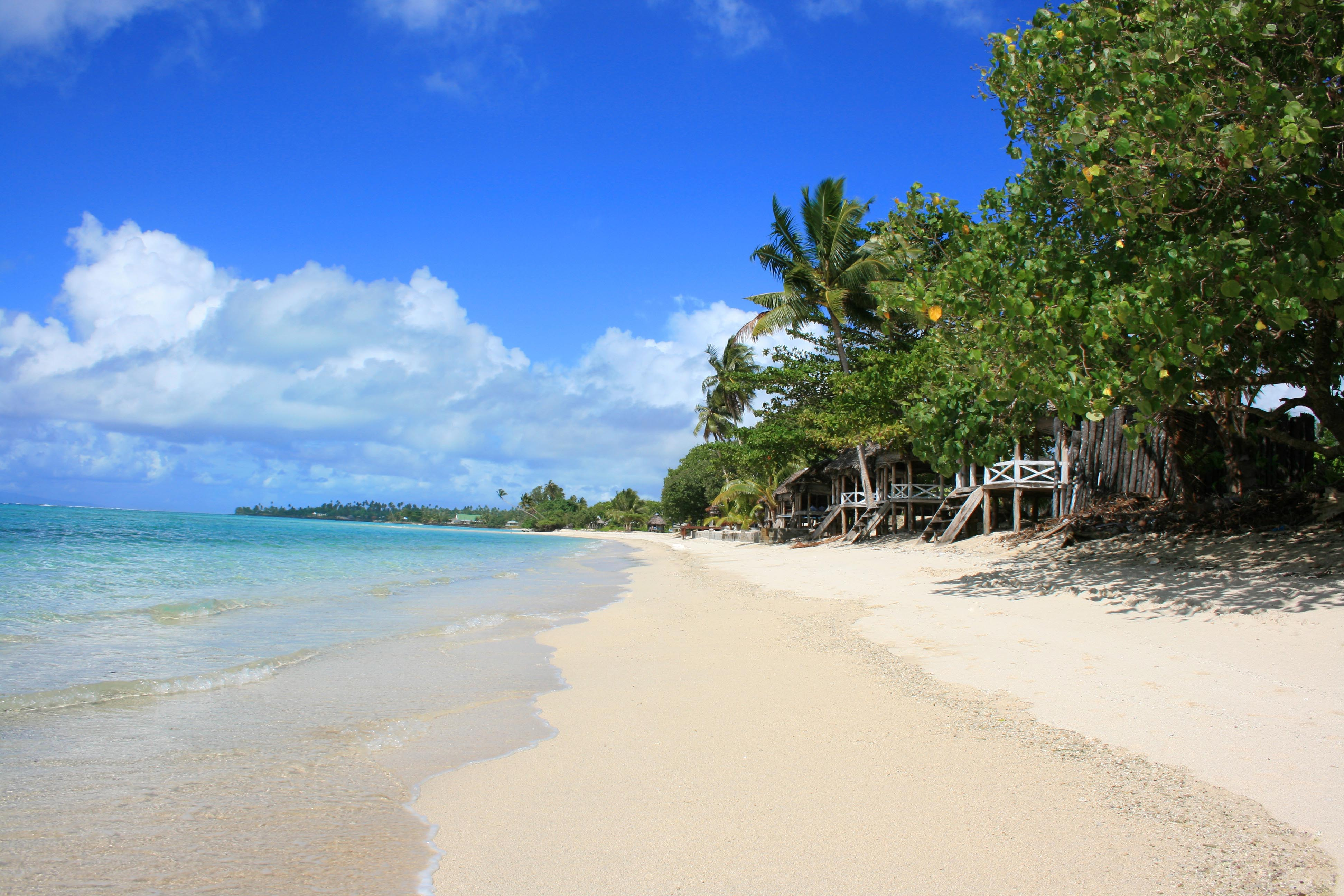
Zur Inspiration für das im Film gezeigte pazifische Inselparadies unternahmen John Musker und Ron Clements 2011 eine Reise nach Polynesien, zu dem auch die Insel Samoa gehört

Die abenteuerlustige und entdeckungsfreudige 16-Jährige zieht es, trotz anderweitiger Pläne ihres Vaters, ständig aufs Meer hinaus. Weil sie jedoch zwischen ihrem Herzenswunsch und der Verpflichtung gegenüber ihrem Volk und ihrer Kultur hin- und hergerissen ist, erinnert die Figur des rebellischen, jungen Mädchens mit dem traditionsbewussten, strengen Vater an den 1989 erschienenen Disney-Klassiker Arielle, die Meerjungfrau. In Vaiana findet das Geschehen zumeist aber nicht im, sondern auf dem Wasser statt. Im Gegensatz zu Arielle ist Vaiana nicht auf der Suche nach einem unerreichbaren Prinzen und der großen Liebe, sondern ist getrieben von dem Verantwortungsbewusstsein gegenüber ihrer Dorfgemeinschaft. Die Filmemacher hatten sich bewusst dafür entschieden, ihrer Prinzessin Vaiana keine Wespentaille zu verpassen und aus ihr keine Jungfrau in Nöten zu machen. Ihre Figur wurde so gestaltet, dass sie die Stunts und die Actionszenen des Films auch glaubhaft meistern kann. Kritiker erkannten in der Darstellung einer mutigen, altruistischen jungen Frau vielfach ein positives Frauenbild, und auch die Darstellung von Vaianas Körper entspreche einer realistischen Figur, die für Mädchen Identifikationsmöglichkeiten zulasse, wodurch die Figur auch insgesamt eine Vorbildfunktion erfülle. Juliane Liebert von der Süddeutschen Zeitung bemerkt zu dieser Neuerung, Vaiana werde hierdurch stellenweise zu einem selbstironischen Disneyfilm. Die erfahrenen Trickregisseure hätten es verstanden, sämtliche Narrative, die man aus Disneyfilmen kennt, zu wiederholen, sie aber auch gleichzeitig subtil zu parodieren. Als Beispiel nennt Liebert die Szene, in der Maui die Nicht-Prinzessin aufzieht, weil sie „ein Kleid trägt, singt und mit Tieren spricht“.
In einem Interview mit Deutschlandradio Kultur erklärte Musker, sie seien selbst auf die Geschichte des Films gekommen, da die pazifischen Inseln eine sehr reiche Kultur zu bieten und visuell sehr einladend schienen. Hiernach las sich Musker in die polynesische Mythologie ein. Zur weiteren Inspiration für das im Film gezeigte pazifische Inselparadies unternahmen Musker und Clements 2011 eine Reise nach Polynesien. Sie wurden hierbei von einer Gruppe bestehend aus Anthropologen, Ethnologen, Historikern, Linguisten und Choreografen begleitet, die von den Inseln Fidschi, Samoa, Moorea und Tahiti stammten. Musker sagte zum Vorwurf, sie hätten die polynesischen Sagen „disneyfiziert“, es handele sich um eine ausgedachte Geschichte, die man vor 2000 Jahren ansiedelte und in die man historische Details der Kultur, der Kleidung und der Tänze unterbringen musste, andererseits durften sie nicht vergessen, dass es eine Geschichte für ein weltweites Publikum werden sollte, das diese Dinge gar nicht kennt.

### Synchronisation
Für die auf Hawaii geborene Auli’i Cravalho, die im Film der Titelfigur Vaiana Waialiki (im Original Moana Waialiki) ihre Stimme leiht, war dies die erste Arbeit als Sprecherin. Dwayne Johnson leiht dem Halbgott Maui seine Stimme, Alan Tudyk spricht Heihei und Temuera Morrison Vaianas Vater Tui Waialiki. Die Singstimme von Tui übernahm Christopher Jackson. Nicole Scherzinger ist in der Rolle von Vaianas Mutter Sina Waialiki zu hören und Rachel House als Gramma Tala, Vaianas Großmutter. Pua, ein Name der dem polynesischen Wort für Blume entstammt, wird von Puanani Cravalho gesprochen, und Jemaine Clement spricht die Riesenkrabbe Tamatoa.
Vaiana ist der erste Disney-Film, der auf Tahitianisch synchronisiert wurde. Die deutschsprachige Synchronisation wurde von der FFS Film- & Fernseh-Synchron GmbH nach einem Dialogbuch von Tobias Neumann unter der Synchronregie von Cay-Michael Wolf durchgeführt. Die musikalischen Aufnahmen und Bearbeitungen fanden in den Jamzone Studios in München unter der Leitung von Thomas Amper statt. Als Background Vocals fungierten unter anderem Manuel Straube und Opetaia Foa’i.

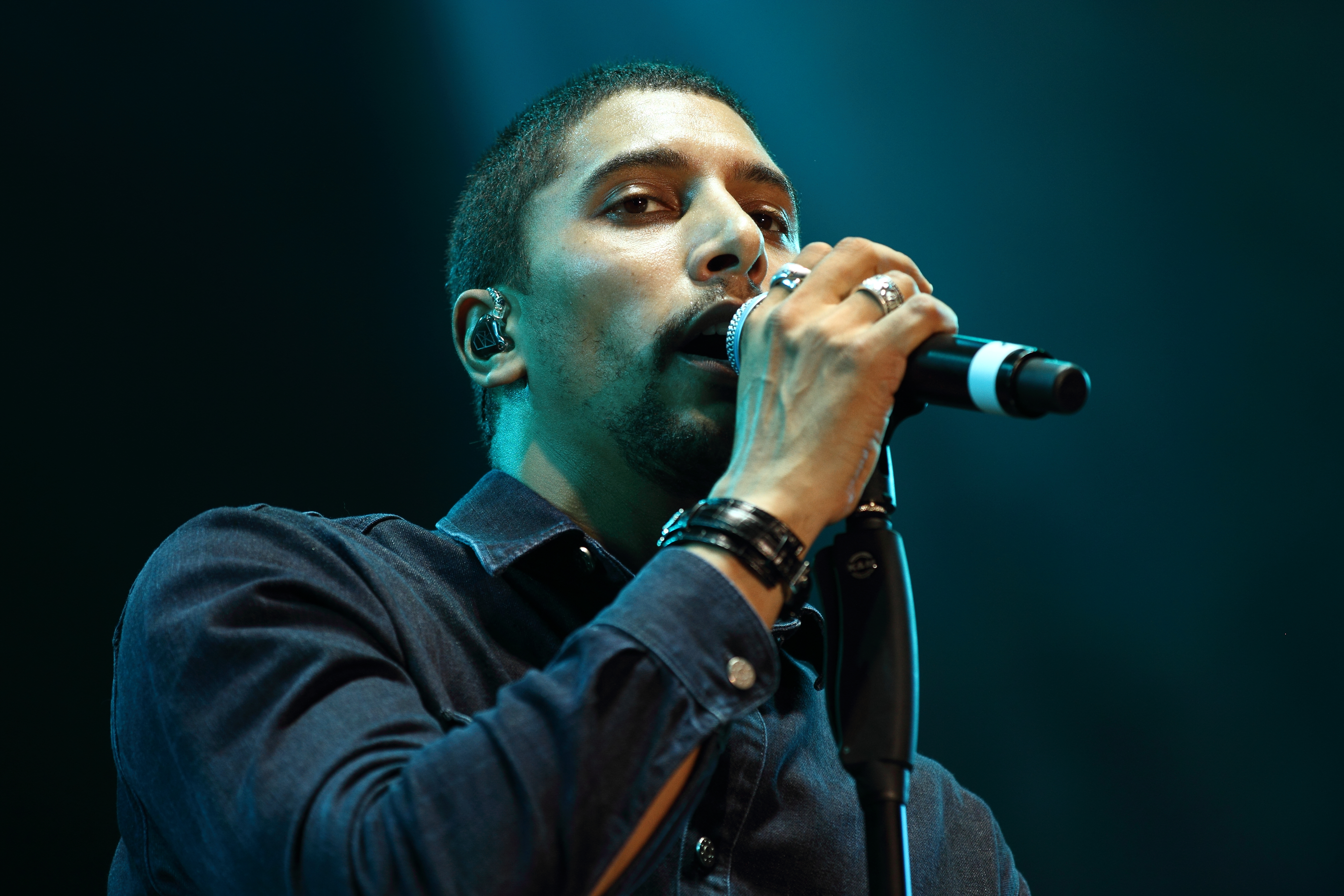
Andreas Bourani sang für den Soundtrack ein Lied. Bourani spricht
im Film zudem den Halbgott Maui.

| Rolle        | Englische Sprecher                                     | Deutsche Sprecher |
| ------------ | ------------------------------------------------------ | --- |
| Vaiana/Moana | Auli’i Cravalho Louise Bush (junge Vaiana)             | Lina Larissa Strahl (Dialog) Debby van Dooren (Gesang) Joelle Jung (junge Vaiana/Gesang) Lia Jung (Kleinkind/Gesang) |
| Maui         | Dwayne Johnson                                         | Andreas Bourani |
| Chief Tui    | Temuera Morrison (Dialog) Christopher Jackson (Gesang) | Thomas Nero Wolff (Dialog) Thomas Amper (Gesang)                                                                     |
| Sina         | Nicole Scherzinger                                     | Maud Ackermann (Dialog) Ricarda Kinnen (Gesang)                                                                      |
| Tamatoa      | Jemaine Clement                                        | Tommy Morgenstern |
| Heihei       | Alan Tudyk                                             | |
| Gramma Tala  | Rachel House                                           | Marion Martienzen |

### Filmmusik
Die Filmmusik wurde von Opetaia Foa’i, Mark Mancina und Lin-Manuel Miranda komponiert und teilweise auch eingespielt. Musker erklärte, da die polynesischen Inseln ihre ganz eigenen Sounds haben, hätten sie Musiker von diesen Inseln gesucht, die dies originalgetreu rüberbringen können. Nachdem man den in Samoa aufgewachsenen Musiker Opetaia Foa‘i gefunden hatte, den Sänger der Weltmusikband Te Vaka, der den musikalischen Bezug zu den Inseln herstellte, brachte man diesen mit Mancina zusammen.
Scott Feinberg von The Hollywood Reporter erkennt in der Arbeit an der Filmmusik Oscar-Potenzial, und auch das Lied We Know the Way erachtet er als oscarwürdig. Andere Kritiker sehen dies genauso. Die Musiker wurden für ihre Arbeit mehrfach nominiert, so im Rahmen der Hollywood Music In Media Awards 2016. Der Song How Far I’ll Go wurde im Rahmen der Critics’ Choice Movie Awards 2016 und der Golden Globe Awards 2017 als Bester Filmsong nominiert. Am 24. Januar 2017 erfolgte eine offizielle Nominierung für How Far I’ll Go als Bester Filmsong bei der Oscarverleihung 2017, das Auli’i Cravalho im Rahmen der Verleihungszeremonie live sang.
Der Soundtrack zum Film, der 2 CDs mit insgesamt 59 Tracks umfasst, wurde am 18. November 2016 veröffentlicht. Neben den 14 Haupttracks sind in der Deluxe-Edition Demoversionen, Outtakes und rein instrumentale Karaoke-Tracks enthalten. Der Soundtrack stieg nach seiner Veröffentlichung auf Platz 97 in die Soundtrack-Album-Charts im Vereinigten Königreich ein. In die Billboard 200 Album-Charts stieg der Soundtrack auf Platz 16 ein und erreichte dort Anfang Dezember 2016 Position 5. Anfang Dezember 2016 stieg der Soundtrack zudem auf Platz 2 in die US-amerikanischen Soundtrack Album-Charts ein und erreichte dort in der Folgewoche Platz 1.
Bereits am 28. November 2016 veröffentlichte Disney den Song You’re Welcome als Element eines Filmausschnitts. Das Lied wurde von Dwayne Johnson eingesungen. Johnson hatte das Lied bereits bei der Weltpremiere des Films am 14. November 2016 im El Capitan Theatre in Hollywood gemeinsam mit seinem Kollegen Lin-Manuel Miranda live gesungen. Auf dem Soundtrack ist das Lied in beiden Varianten enthalten. In der Version von Johnson stieg das Lied in die iTunes Soundtrack Charts Top 100 ein.
Ein Soundtrack mit Liedern der deutschen Synchronfassung wurde am 16. Dezember 2016 von Walt Disney Records veröffentlicht. Der Soundtrack hat eine Länge von 1:17 Stunden und enthält zwölf Originalsongs aus dem Kinofilm, die Original-Filmmusik und zwei Abspann-Songs in englischer und in deutscher Version: How Far I’ll Go (Alessia Cara) / Ich bin bereit (Helene Fischer) sowie You’re Welcome (Jordan Fisher) / Voll gerne (Andreas Bourani). Das im Original betitelte Lied We know the Way (gesungen von Lin-Manuel Miranda) heißt in der deutschen Version Wir kennen den Weg und wird von Louis Liebfried und Manuel Straube gesungen.

### Marketing, Begleitwerke und Veröffentlichung
Im Rahmen des Festival d’Animation Annecy stellten Ron Clements und John Musker im April 2016 eine Szene aus dem Film und neue Artwork-Zeichnungen und weitere Szenen in ihren Rohfassungen vor. Hier äußerten sich die beiden Regisseure auch zu den Gründen der unterschiedlichen Filmtitel in einzelnen Ländern. In den USA wurde der Film unter dem Namen Moana veröffentlicht, was im Original auch der Name der Hauptfigur ist. In Deutschland und dem Großteil der Länder in Europa erhielten Film und Hauptfigur jedoch stattdessen den Namen Vaiana, da der Name aus markenrechtlichen Gründen nicht zur Verfügung stand.
Lego veröffentlichte zum Filmstart mehrere Themen-Sets zum Film, Hasbro hat diverse Anziehpuppen und Figuren in das Sortiment aufgenommen. Im November 2016 veröffentlichte Der Hörverlag der Verlagsgruppe Random House ein von Suzanne Francis geschriebenes deutsches Hörbuch zum Film. Am 1. Dezember 2016 veröffentlichte Egmont Vaiana: Das Buch zum Film, das von Nancy Parent geschrieben und von Sonja Schuhmacher ins Deutsche übersetzt wurde.
Der Film feierte am 14. November 2016 im Rahmen des AFI Fests seine Weltpremiere. Am 23. November 2016 kam der Film in die nordamerikanischen und am 22. Dezember 2016 in die deutschen Kinos. In China gehört der Film zu einer der 38 ausländischen Produktionen, die dort im Jahr 2016 gemäß einer Quote gezeigt werden durften.

## Rezeption

### Altersfreigabe
In Deutschland wurde der Film von der FSK ohne Altersbeschränkung freigegeben. In der Freigabebegründung heißt es: „Der Film enthält mehrere Spannungsmomente, die kleine Kinder kurzzeitig erschrecken oder ängstigen können. Wenngleich diese Szenen für die jüngsten Zuschauer eine emotionale Herausforderung darstellen können, ist von einer Überforderung nicht auszugehen: Die Spannungsmomente werden stets durch zahlreiche ruhige, humorvolle und entlastende Szenen ausgeglichen. Auch die vielen positiven Figuren und das rundum glückliche, fröhliche Ende tragen zur Entlastung bei.“

### Kritiken
Der Film konnte 95 Prozent der Kritiker bei Rotten Tomatoes überzeugen und gehörte dort im Jahr 2016 zu den am besten bewerteten Filmen.
Peter Debruge von Variety meint, der Film halte an der Tradition fest, die Disney zum Vorreiter bei animierten Volksmärchen gemacht habe, aber dennoch sei im Film ein deutlich moderner Anstrich zu erkennen. Auch Devan Coggan von Entertainment Weekly sagt, der Film habe eine Menge der Merkmale eines klassischen Disney-Abenteuers, von den trotteligen tierischen Begleitfiguren hin zu den Wohlfühl-Botschaften, allerdings sei die schlaue und hitzige Heldin des Films etwas Neues, die Abwechslung von den üblichen, in Liebeskummer versunkenen, europäischen Prinzessinnen biete. Caitlin Moore von der Washington Post meint, zwar bewege sich der Film auf vertrautem Terrain, in dem Identität und Selbstfindung die Hauptthemen sind, doch gelinge es ihm, eine frische Brise in die in der Vergangenheit vielbereisten Breiten zu bringen.
Auch wenn vielfach gelobt wurde, dass Vaiana eine sich selbst verwirklichende Kämpfernatur ist, gab es Kritiker, die mit dem Film unzufrieden waren. So meinte der tongaische Kulturanthropologe Tevita O. Ka’ili, die pazifische Kultur basiere auf Dualismen, und das Gegenstück zum Gott Maui sei eigentlich die heroische Göttin Hina und keine kleine Prinzessin namens Vaiana. In der „Disneyfizierung“ polynesischer Sagen sieht Ka’ili einen kolonialen Akt, in dem kulturelle Narrative und Symbole ihrer ursprünglichen Bedeutung beraubt und simplifiziert würden. Kritisiert wurde zudem, dass Disney ein Kostüm der Figur Maui auf den US-amerikanischen Markt brachte, das des „Blackfacings“ bezichtigt wurde, eine ursprünglich aus dem 19. Jahrhundert stammende Praxis im Theater, bei der dunkel geschminkte Akteure in die Rollen von Farbigen schlüpften.
Michael Rechtshaffen von The Hollywood Reporter nennt den Film zeitgenössisches Disney vom Feinsten. Es handele sich um ein lebendiges Abenteuer, das hochmoderne Computeranimationen mit dem traditionellen Geschichtenerzählen und bunten Figuren kombiniere, die durch grandiose Stimmen gekennzeichnet seien. Sein Kollege Scott Feinberg sah für Vaiana gute Chancen, bei der Oscarverleihung 2017 eine Nominierung als Bester Animationsfilm zu erhalten, was auch geschah.

### Einspielergebnis
Der Film erreichte nach seinem Kinostart Platz 1 der Kinocharts in den USA, Russland und in Frankreich. In den USA entwickelte sich Moana nach seinem Start zum zweiterfolgreichsten Film, der je an einem Thanksgiving-Wochenende gezeigt wurde, das insgesamt fünf Tage dauert und für besonders hohe Einspielergebnisse bekannt ist. In diesen fünf Tagen konnte der Film mehr als 80 Millionen US-Dollar einspielen. Lediglich der Film Die Eiskönigin – Völlig unverfroren konnte am Thanksgiving-Wochenende 2013 ein höheres Einspielergebnis vorweisen. In China konnte der Film an seinem Startwochenende 12,3 Millionen US-Dollar einspielen. Die gesamten weltweiten Einnahmen des Films aus Kinovorführungen belaufen sich bislang auf 643,3 Millionen US-Dollar. Der Film erreichte Platz 12 der erfolgreichsten Filme, die im Jahr 2016 gestartet waren. In Deutschland kann der Film bislang 2.118.970 Besucher verzeichnen.

### Auszeichnungen (Auswahl)
Der Film erhielt eine große Zahl von Nominierungen und Auszeichnungen, darunter eine Nominierung als Bester animierter Spielfilm im Rahmen der Online Film Critics Society Awards 2017 und eine Nominierung für Jeff Draheim im Rahmen der American Cinema Editors Eddie Awards 2017. Im Rahmen der Oscarverleihung 2017 erhielt der Film in zwei Kategorien eine Nominierung, darunter eine als Bester Animationsfilm. Bei den Kids’ Choice Awards 2017 erhielt der Film eine Nominierung als Lieblingsanimationsfilm und eine für Dwayne Johnson für seine Synchronsprechertätigkeit. Die folgende Auflistung enthält eine Auswahl der bekanntesten Preisverleihungen, insbesondere solchen, die Computeranimationsfilme zum Gegenstand haben.
Annie Awards 2016
- Nominierung als Bester Animationsfilm
- Auszeichnung in der Kategorie Animated Effects in an Animated Production
- Nominierung in der Kategorie Character Design in an Animated Feature Production
- Nominierung in der Kategorie Storyboarding in an Animated Feature Production
- Auszeichnung in der Kategorie Voice Acting in an Animated Feature Production (Auli’i Cravalho)
- Nominierung in der Kategorie Editorial in an Animated Feature Production[57][58]

British Academy Film Awards 2017
- Nominierung als Bester animierter Spielfilm (Ron Clements und John Musker)[59]

Critics’ Choice Movie Awards 2016 (Dezember)
- Nominierung als Bester animierter Spielfilm
- Nominierung für Bester Song (How Far I’ll Go)[60]

Golden Globe Awards 2017
- Nominierungen als Bester Animationsfilm
- Nominierung für Bester Filmsong (How Far I’ll Go)

Grammy Awards 2018
- Nominierung als Best Compilation Soundtrack For Visual Media
- Auszeichnung als Best Song Written For Visual Media (How Far I’ll Go, Lin-Manuel Miranda)[61]

Hollywood Music In Media Awards 2016
- Nominierung für Beste Filmmusik – Animationsfilm (Lin-Manuel Miranda, Mark Mancina, Opetaia Foa’i)
- Nominierung für Bester Song – Animationsfilm (We Know the Way, gesungen von Lin-Manuel Miranda)[62]

International Film Music Critics Association Awards 2016
- Nominierung als Beste Musik für einen Animationsfilm[63]

NAACP Image Awards 2017
- Nominierung in der Kategorie Outstanding Character Voice-Over Performance – Television or Film (Dwayne Johnson)[64]

Oscarverleihung 2017
- Nominierung in der Kategorie Bester Animationsfilm
- Nominierung als Bester Song (How Far I’ll Go von Lin-Manuel Miranda)

Producers Guild of America Awards 2017
- Nominierung als Bester animierter Kinofilm (Osnat Shurer)[65]

Satellite Awards 2016
- Nominierung als Bester Animationsfilm[66]

Saturn Awards 2017
- Nominierung als Bester Animationsfilm[67]

Teen Choice Awards 2017 (Auswahl)
- Auszeichnung als Choice Breakout Movie Star (Auli’i Cravalho)
- Auszeichnung in der Kategorie Choice Fantasy Movie Actor (Dwayne Johnson)[68]

Three Empire Awards 2017
- Nominierung (Aufnahme in die Shortlist) als Bester Soundtrack[69]

VES Awards 2017
- Nominierung für die Figur Maui in der Kategorie Outstanding Animated Performance in an Animated Feature
- Nominierung in der Kategorie Outstanding Visual Effects in an Animated Feature
- Auszeichnung für Motu Nui Island in der Kategorie Outstanding Created Environment in an Animated Feature
- Auszeichnung in der Kategorie Outstanding Effects Simulations in an Animated Feature[70]

Washington DC Area Film Critics Association Awards 2016
- Nominierung für die Beste Voice Performance (Auli’i Cravalho)
- Nominierung als Bester animierter Spielfilm[71]

## Fortsetzung
Am 28. November 2024 kam mit Vaiana 2 eine Fortsetzung in die deutschen Kinos.

## Live-Action-Adaption
Im April 2023 wurde bekannt, dass Disney an einer Live-Action-Adaption des Films arbeitet. Diese soll am 27. Juni 2025 in den Vereinigten Staaten erscheinen.